# Sjoerd Huisman
Sjoerd Huisman (Andijk, 19 juni 1986 – Avenhorn, 30 december 2013) was een Nederlands inline-skater en marathonschaatser.

## Biografie
Huisman was vanaf zijn dertiende actief op skeelers evenals zijn zus, marathonschaatsster Mariska. Een jaar later ging hij tevens schaatswedstrijden rijden. Vanaf 2006 reed hij in de topdivisie heren bij het marathonschaatsen. Ook als inline-skater was hij actief, zo reed hij in 2008 bij een wedstrijd in Pamplona een wereldrecord op de 15 kilometer en nam hij deel aan het wereldkampioenschap in dat jaar.
In november en december 2008 won hij twee wedstrijden om de Essent Cup. In januari 2009 won hij tevens een Superprestigewedstrijd voor marathonschaatsers op de schaatsbaan FlevOnice in Biddinghuizen. Op 8 januari 2009 werd Huisman Nederlands kampioen marathonschaatsen op natuurijs op de Oostvaardersplassen in Flevoland. Het was voor het eerst sinds december 1996 dat deze wedstrijd verreden werd. In november 2009 was Huisman aanvoerder van de wereldranglijst marathonschaatsen die door de website Schaatspeloton.nl werd opgesteld. Op 27 januari 2010 won hij het Open NK marathon op natuurijs dat op de Weissensee bij Techendorf in Oostenrijk plaatsvond. In 2010 werd Huisman Nederlands kampioen inline-skaten.
In mei 2011 raakte hij door onbekende oorzaak bewusteloos achter het stuur. Zeven maanden later maakte hij zijn rentree in de schaatssport. Zijn laatste wedstrijd reed hij op 28 december 2013 op de IJsbaan van Enschede tijdens de KPN Marathon Cup waar hij negende werd.
Huisman overleed in de nacht van 29 op 30 december 2013 op 27-jarige leeftijd na een hartstilstand. Op kunstijsbaan De Westfries in Hoorn werd een condoleanceregister geopend en werd er op 3 januari 2014 een herdenkingsbijeenkomst gehouden met toespraken en muziek. De dag na de crematie werd er voorafgaand aan het NK marathon op kunstijs in Dronten een minuut stilte gehouden met vervolgens een ereronde. Het startnummer 24 blijft vanaf dan ongebruikt.

## Belangrijkste overwinningen
Marathon
NK marathon op natuurijs (2009)
ONK marathon op natuurijs (2010)
Marathon Cup (2009/2010)
Inline-skaten
Nederlands kampioen marathon (2010)

## Sjoerd Huisman Bokaal
De door kunstenaar Gerrit van Emous ontworpen bronzen Sjoerd Huisman Bokaal wordt ieder seizoen uitgereikt aan de winnaars van de op ijsbaan De Westfries in Hoorn te verrijden marathonwedstrijd die inmiddels ook deze naam draagt.
Winnaars
2014/15: Evert Hoolwerf en Aggie Walsma
2015/16: Bart Swings en Francesca Lollobrigida
2016/17: Simon Schouten en Francesca Lollobrigida
2017/18: Ingmar Berga en Iris van der Stelt
2018/19: Evert Hoolwerf en Irene Schouten
2019/20: Daniel Niero en Marijke Groenwoud
2021/22: Evert Hoolwerf en Lisa van der Geest
2022/23: Daan Gelling en Esther Kiel
2023/24: Bart Swings en Esther Kiel
2024/25: Wisse Slendebroek en Esther Kiel